# Baloghia inophylla
Baloghia inophylla es un árbol del bosque lluvioso de Australia. Conocido como palo de sangre de brocha (brush bloodwood). Y palo de sangre (bloodwood), ya que la savia es de color rojo sangre.

## Distribución
Crece desde la costa este de Australia desde Mount Dromedary (36° S) cerca del poblado de Narooma en el sur de Nueva Gales del Sur hasta la localidad de Coen (13° S) en el extremo norte de Queensland. También se encuentra en Nueva Caledonia, Isla Lord Howe e Isla Norfolk. Su hábitat es la mayoría de los bosques húmedos excepto los templados frescos.

## Descripción
Es un árbol de talla media que alcanza los 25 metros de altura y un diámetro en el tronco de 50 cm. El tronco es usualmente cilíndrico. Sin embargo las bases de algunos árboles están estriados. La base es de color café cremosa, con marcas rojizas y parduscas. La corteza también placas levantadas.
Las hojas son anchas y brillosas, de 7 a 13 cm de largo. Opuestas, simples, no dentadas, mayormente de forma oblonga, sin embargo otras veces son elípticas u ovales. La identificación de esta especie se hace más fácil cuando se nota la punta redondeada y las venas horizontales de la hoja. En la glándula de la hoja hay dos glándulas hinchadas. Los tallos de la hoja miden 8 mm de largo, algo acanalados en el lado de arriba.
Flores cremosas rosas salen en racimos en los meses de mayo a enero. La flor de cinco pétalos es fragante, relativamente grande y atractiva. Las flores masculinas y femeninas se forman en racimos separados.
El fruto madura de febrero a mayo, sin embargo esto también puede ocurrir en otras épocas del año. Es una cápsula redondeada café de 12 a 18 mm de largo. Adentro hay tres celdas, con una semilla café moteada , de 8 mm de largo. Sin embargo, muchas cápsulas no contienen semilla. La semilla fresca germina confiablemente, y los esquejes pegan bien también.

## Usos
La savia forma un pigmento rojo.

## Taxonomía
Baloghia inophylla fue descrita por G.Forst. & P.S.Green y publicado en Kew Bulletin 41(4): 1026. 1986.
Sinonimia
- Baloghia lucida Endl.
- Codiaeum inophyllum (G.Forst.) Müll.Arg.
- Codiaeum lucidum (Endl.) Müll.Arg.
- Croton inophyllus G.Forst. basónimo
- Rottlera inophyllum (G.Forst.) Endl.
- Synaspisma peltatum Endl.
- Trewia inophyllum (G.Forst.) Spreng.[2][3]